# Nortesul
NorteSul é uma sublabel das Edições Valentim de Carvalho, com actividade iniciada em 1995. 

## Discografia
- Mind Da Gap - Mind Da Gap (1995)
- Blind Zero - Trigger (1995)
- Cool Hipnoise - Nascer do soul (1995)
- Amarguinhas - Amarguinhas (1996)
- Emilia - Emilia (1996)
- Lovedstone - Garage (1996)
- Blind Zero & Mind Da Gap - Flexogravity (1996)
- Blind Zero - TRANSRADIO (1996)
- Supernova - Storafile (1997)
- Vários Artistas - Portugal Deluxe Volume 1: Um cocktail estereofónico (1997)
- Mão Morta - Müller no Hotel Hessischer Hof (1997)
- Carlos Martins & Vasco Martins - Outras Índias (1997)
- Anger - Anger (1997)
- Cool Hipnoise - Missão groove (1997)
- Ithaka - Seabra is mad (1997)
- Mind Da Gap - Sem cerimónias (1997)
- Ithaka - Stellafly (1997)
- Blind Zero - Redcoast (1997)
- Cool Hipnoise - Missão Groove [Edição limitada] (1998)
- Xana - Manual de sobrevivência (1998)
- Mão Morta - Há já muito tempo que nesta latrina o ar se tornou irrespirável (1998)
- Blind Zero - Thrashing the beauty (1998)
- Ithaka - Escape (1998)
- Vários Artistas - Portugal Deluxe Volume 2: Um cocktail swingante (1998)
- Vários Artistas - Ao Vivo na Antena 3 (1998)
- Vários Artistas - Tejo Beat (1998)
- Boss AC - Mandachuva (1998)
- Repórter Estrábico - Kit máquina (1998)
- Belle Chase Hotel - Fossanova (1998)
- Corvos - Corvos visitam Xutos (1999)
- Supernova - Atari Series # 1 (1999)
- Anger - Y2K (1999)
- Belle Chase Hotel - Fossanova (1999)
- Repórter Estrábico - Mouse music (1999)
- Vários Artistas - HOME LISTENING (1999)
- Amarguinhas - Série b (1999)
- Coldfinger - EP, 01 (1999)
- Hipnótica - Enter (1999)
- Sequoia - Fruits and songs (1999)
- Dr. Lello Minsk & Maestro Shegundo Galarza - Corações de atum (2000)
- António Olaio & João Taborda - Sit on my soul (2000)
- Stealing Orchestra - Stereogamy (2000)
- Mind Da Gap - A verdade (2000)
- WrayGunn - Amateur (2000)
- Um Zero Amarelo - Um zero amarelo (2000)
- Cool Hipnoise - Música exótica para filmes, Rádio e Televisão (2000)
- Coldfinger - Beauty of you [Single plus] (2000)
- Repórter Estrábico - Mouse music [Bonus Track Edition] (2000)
- Belle Chase Hotel - La toilette des étoiles (2000)
- Coldfinger - Lefthand (2000)
- Blind Zero - One silent accident (2000)
- O Homem Invisível - www.invisivel.pt (2000)
- Balla - Balla (2001)
- Lulu Blind - Foge de ti (2001)
- Mão Morta - Primavera de destroços (2001)
- WrayGunn - Soul jam (2001)
- Irmãos Catita - Mundo catita (2001)
- Coldfinger - Return to Lefthand (2001)
- Cool Hipnoise - Exotica part II and other versions (2001)
- Mão Morta - Primavera de destroços + Ao vivo na Aula Magna (2002)
- Mind Da Gap - Suspeitos do costume (2002)
- Gutto - Private Show (2002)
- Boss AC - Rimar contra a maré... (2002)
- X-Wife - Rockin'rio / Eno / We are (2003)
- Cool Hipnoise - Groove Junkies 1995-2003 (2003)
- Ace - Intensamente (2003)
- Dealema - Dealema (2003)
- X-Wife - Feeding the machine (2004)
- WrayGunn - eclesiastes 1.11 (2004)
- Jorge Cruz - Sede (2004)
- Boss AC - Ritmo amor e palavras (RAP) (2005)
- Serial - Brilhantes diamantes (2005)
- Ena Pá 2000 - Ena Pá 2000 (2005)
- Jorge Cruz - Sede (2ª versão) (2005)
- Maria de Vasconcelos - Era uma vez... (2005)
- Boss AC - Ritmo amor e palavras (RAP) [Remixes] (2005)
- Boss AC - Ritmo amor e palavras (RAP) [Ed. Especial] (2005)
- Danae - Condição de louco (2005)
- The Legendary Tiger Man - Masquerade (2006)
- X-Wife - Side effects (2006)
- Mind Da Gap - Edição ilimitada (2006)
- J. P. Simões - 1970 (2007)
- U-Clic - Console pupils (2007)
- Jorge Cruz - Poeira (2007)
- Sean Riley & The Slowriders - Farewell  (2007)
- Ruas - Operário do funk (2007)
- Mind Da Gap - Matéria prima (1997-2007) (2008)
- Wraygunn - Shangri-la (2008)
- X-Wife - Are you ready for the blackout?  (2008)
- Sean Riley & The Slowriders - Only time will tell (2009)
- Samuel Úria - Nem Lhe Tocava (2009)
- Rita Redshoes - Lights & Darks (2010)
- Sean Riley & The Slowriders - It's been a long night (2011)
- Paus - Paus (2011)
- Wraygunn - L'art brut (2012)
- Supernada - Nada é possível (2012)
- Orelha Negra - Orelha Negra (2012)
- Salto - Salto (2012)
- Algodão - A gramática da paixão dramática (2012)
- Richie Campbell - Focused (2012)
- Armada - Sinceramente (2013)
- Samuel Úria - O grande medo do pequeno mundo (2013)
- Orelha Negra - Orelha Negra - Mixtape II (2013)
- João Só - Coração no chão (2013)
- Capicua - Sereia louca (2014)
- Mão Morta - Pelo meu relógio são horas de matar (2014)
- White Haus - The White Haus Album (2014)
- Capicua - Medusa (2015)
- Dj Ride - From scratch (2015)
- Aline Frazão - Insular (2015)
- Minta & The Brook Trout - Slow  (2016)
- Jimmy P - Essência (2016)
- Samuel Úria - Carga de ombro (2016)
- Capicua & Pedro Geraldes - Mão Verde (2016)
- João Pequeno - Tu já sabias feat. Mundo Segundo (2017)
- S. Pedro - O Fim (2017)
- Ermo - Lo-fi Moda (2018)
- Jimmy P - Alcateia [Mixtape] (2018)
- Filipe Sambado - Filipe Sambado & Os Acompanhantes de Luxo (2018)
- Joana Espadinha - O material tem sempre razão (2018)
- Glockenwise - Plástico (2018)
- Samuel Úria - Marcha Atroz EP (2018)
- Tiago Guilul - IV [edição especial tripla] (2018)
- Stereossauro - Bairro da Ponte (2019)
- S. Pedro - Mais Um (2019)
- Filipe Sambado - Revezo (2020)